# Malaconotus blanchoti
Gladiador-de-cabeça-cinzenta ou picanço-de-cabeça-cinzenta (Malaconotus blanchoti) é uma espécie de ave da família Malaconotidae.
Pode ser encontrada nos seguintes países: Angola, Benin, Botswana, Burkina Faso, Camarões, República Centro-Africana, Chade, República Democrática do Congo, Costa do Marfim, Eritreia, Etiópia, Gâmbia, Gana, Guiné, Guiné-Bissau, Quénia, Malawi, Mali, Moçambique, Namíbia, Níger, Nigéria, Ruanda, Senegal, Serra Leoa, Somália, África do Sul, Sudão, Essuatíni, Tanzânia, Togo, Uganda, Zâmbia e Zimbabwe.
Os seus habitats naturais são: savanas áridas e savanas húmidas.